# Fontaines-en-Duesmois
Fontaines-en-Duesmois är en kommun i departementet Côte-d'Or i regionen Bourgogne-Franche-Comté i östra Frankrike. Kommunen ligger i kantonen Baigneux-les-Juifs som tillhör arrondissementet Montbard. År 2022 hade Fontaines-en-Duesmois 117 invånare.

## Befolkningsutveckling
Antalet invånare i kommunen Fontaines-en-Duesmois
Referens:INSEE